# Подписка на автомобиль
Подписка на автомобиль (автоподписка) — это разновидность бизнес-модели подписки, при которой клиент периодически вносит плату за использование одного или нескольких транспортных средств. Эта услуга стала доступна с 2010 года и за одно десятилетие распространилась по всему миру. Отраслевые обозреватели считают автоподписку выгодной альтернативой владению или аренде транспортного средства.
Её отличиями от покупки и лизинга транспортного средства является то, что служба подписки сохраняет за собой право собственности на транспортное средство, а программа не предполагает возможность последующего выкупа авто.
Аренда и каршеринг предполагают приобретение на определённые даты или конкретные поездки, подписка — на продолжительный срок (обычно от трёх месяцев). Именно поэтому последняя, как правило, включает дополнительные услуги и частично покрывает расходы автовладельцев. Компании, предоставляющие подписку на автомобиль, больше ориентированы на сервис: берут на себя обслуживание и страховку автомобиля, помогают клиенту в дороге, обеспечивают ежегодное техобслуживание, комплект зимней резины и своевременный шиномонтаж.

## Типы поставщиков услуги и их бизнес-модели
Автоподписка предлагается различными категориями компаний. Каждая категория использует несколько отличающуюся бизнес-модель.

### Автопроизводители
Первыми, кто начал активно занимать рынок, ожидаемо стали автопроизводители. Среди первых были следующие:
- Porsche
- Volvo
- Cadillac
- Hyundai
- Mercedes-Benz и другие

Каждый из автопроизводителей из них заявляет свою цель создания программ. Для Volvo это — обеспечение удобства посредством предоставления доступа к страхованию, техническому обслуживанию и поддержке в рамках одного пакета. Для Cadillac — увеличение числа водителей Cadillac, особенно тех, кто плохо знаком с этим брендом. Porsche описала свою услугу как способ обслуживания клиентов с динамичной жизнью. Ford хочет контролировать количество подержанных автомобилей, выставленных на автомобильные аукционы.

### Автосалоны
Ряд автодилеров запустили автоподписки, ориентированные на рынки, где у них есть магазины. Услуги, предлагаемые дилерскими центрами, обычно включают автомобили нескольких разных марок, что позволяет клиентам управлять самыми разными транспортными средствами. Примеры:
- Flow Automotive
- Park Place Select[5]
- Inride[6]

## История автоподписки в мире
Подписка на автомобиль стала доступна в 2010 году, когда Рима Брейден из Autosource, LLC предложил краткосрочную гибкую программу приобретения автомобилей «Flexlease» в своем дилерском центре в Гонолулу. Территориально она была ограничена в пределах столицы Гавайи.
Его инициатива была подхвачена стартапом Clutch Technologies, запустившим эту услугу для потребителей в Атланте в середине 2014 года. Уже спустя два года Flow Automotive Companies запустила программу Drive Flow, став первым автомобильным дилером, предложившим подписку.
А 2017 год стал поворотным: сразу несколько производителей автомобилей запустили программы: Book by Cadillac, Porsche Passport, Care by Volvo и Canvas (при поддержке Ford Motor Company). Это позволило услуге выйти на международный рынок и занять нишу в России.

## История автоподписки в России
В России первым сервисом долгосрочной аренды автомобилей стал Willz, который появился в мае 2018 года, но просуществовал менее года. В конце декабря каршеринговая компания Anytime запустила сервис аренды премиальных автомобилей Anytime Prime. Данный сервис существует до сих пор и предлагает аренду автомобилей на срок от 1 дня до 1 года.
В 2019 году к тренду присоединились автопроизводители: машины начали выдавать в подписку сервисы Volvo Car Drive и Hyundai Mobility.
Ограничения на передвижение в общественном транспорте во время пандемии подстегнули развитие сервисов подписки на автомобили, и в 2020 году появились ещё четыре игрока:
- Яндекс.Драйв начал предлагать не только каршеринг, но и аренду от 1 месяца
- корейский бренд Genesis открыл для россиян Genesis Mobility[18]
- при участии основателя первого в России сервиса по подписке Willz[13] был запущен стартап TheMashina[19]
- лизинговая компания Европлан сделала доступной подписку на автомобили для физических лиц[20]
- Санкт-Петербургская компания БлэкРент предложила подписку и аренду автомобилей с выкупом

В 2021 году на рынок вышли банковские гиганты: были запущены сервисы подписки от экосистемы Сбер (СберАвтоподписка) и от ВТБ.Лизинг. Помимо этого, производители Audi, Kia и Skoda тоже стали выдавать свои машины в подписку.